# DN39
DN39 este un drum național din România, aflat în județul Constanța. El leagă orașul Constanța de orașele Eforie și Mangalia, de pe malul Mării Negre, formând principala legătură cu stațiunile din această zonă. Drumul se termină pe teritoriul românesc lângă localitatea Vama Veche, fiind continuat în Bulgaria spre Cavarna și Balcic de șoseaua numărul 9 din această țară.